# Dem Himmel ganz nah (2023)
Dem Himmel ganz nah ist ein 88-minütiger Spielfilm der deutschen Fernsehserie Hubert ohne Staller von Carsten Fiebeler aus dem Jahr 2023. Die Ausstrahlung erfolgte am 3. Januar 2024 im Ersten.

## Handlung
Hubert und Girwidz werden zu einem Mietshaus in Wolfratshausen gerufen, weil der Hausmeister Schreie gehört hat. In einer Wohnung finden sie eine Leiche. Der mutmaßliche Mörder versucht, zu entkommen. Er hatte offensichtlich nach einer größeren Geldsumme gesucht. Hubert stellt den Mann und wird von ihm angeschossen. Dass er überlebt, ist reines Glück. Der Schütze gerät buchstäblich unter die Räder eines Pkw, der Fall ist damit aber noch nicht gelöst.
Hubert träumt schlecht und zweifelt an seinem Job. Yazid von der Bäckerei Rattlinger bringt ihn mit einer Vorhabensliste (Bucket List) von 99 Dingen, die man einmal im Leben unbedingt machen will, auf andere Gedanken. Hubert beginnt, die Liste abzuarbeiten und leiht sich einen Ferrari F8 Tributo aus. Als er sich Urlaub nimmt, stellt ihm seine Chefin Sabine Kaiser seinen Kollegen Girwidz zu Seite, er soll ihn begleiten und auf ihn aufpassen.
Gemeinsam wandern die beiden nahe der deutsch-österreichischen Grenze in den Bergen. Auf dem Weg zum Grenzstein 147 im Allgäu, dem südlichsten Punkt Deutschlands, stolpern sie über eine Leiche. Nicht weit davon entfernt liegt ein zweiter Toter. Als sie die eine Leiche, die auf bayerischem Boden liegt, auf österreichisches Staatsgebiet tragen wollen, um sich Arbeit zu ersparen, tauchen die beiden österreichischen Alpinpolizistinnen Susanne Gabler und Franziska Haas auf. Beide Ermittlerpaare beschließen, sich erst einmal nur um „ihre“ Leiche zu kümmern. Doch Revierchefin Sabine Kaiser und der Vorgesetzte der Österreicherinnen David Pichler, die kurz darauf am Tatort eintreffen, ordnen an, dass alle vier gemeinsam ermitteln. Als Stützpunkt für die Ermittlungen wählen sie den Gasthof im nahen Dörfchen Ödweil.
Die beiden gefundenen Toten, Martin und Adrian, waren zuvor zu viert wandern; der Tote aus der Wolfratshausener Wohnung (Florian Strucker) war ebenso dabei wie eine vierte Person, Zoe. Bei den Ermittlungen treffen die vier Polizisten auf eine Frau, die sich als Zoe ausgibt und behauptet, beim Bergaufstieg von einem unbekannten Schützen attackiert worden zu sein. Die österreichischen Polizistinnen nehmen sich ihr an, während Hubert und Girwidz den Gipfel erklimmen. Am Gipfelkreuz sichten sie einen Eintrag der vier Wanderer im Gipfelbuch, wonach klar wird, dass die vermeintliche Zoe gelogen hat. Die richtige Zoe finden sie ermordet unter einem Bretterverschlag. Aufgrund eines Funklochs können sie ihre Kolleginnen jedoch nicht warnen.
Parallel bei einem Verhör gesteht ein Drogendealer, der vorher bei einer verdeckten Ermittlung von Christina Bayer entdeckt worden ist, seine Drogen aus Ödweil zu beziehen. Die Ermittler schließen, dass die vier Wanderer zufällig am Ort des Drogendeals waren, sich der etwa 1,3 Millionen Euro annahmen und deswegen sterben mussten. Girwidz und Hubert werden beim Abstieg von vermummten Tätern zum Sprung von einer Klippe genötigt, können sich aber unter einem Felsvorsprung retten. Im Dorf Ödweil angekommen, stellen sie fest, dass das ganze Dorf hinter der Drogenproduktion steckt.
Die Polizistinnen Gabler, Haas und Kaiser retten Girwidz, Hubert und Pichler, der zuvor überwältigt und im Kühlhaus eingesperrt wurde, und nehmen die gesamte Dorfgemeinschaft fest.

## Produktion
Der Film in Spielfilmlänge entstand parallel zur zwölften Staffel von Hubert ohne Staller, für die von Februar bis Oktober 2023 gedreht wurde.
Drehort für das Dorf Ödweil war Vorderriß im oberbayerischen Isarwinkel.